# Szaboiella foliacea
Szaboiella foliacea är en tvåvingeart som beskrevs av Vaillant 1979. Szaboiella foliacea ingår i släktet Szaboiella och familjen fjärilsmyggor. Inga underarter finns listade i Catalogue of Life.